# Donges

Donges este o comună în departamentul Loire-Atlantique, Franța. În 2009 avea o populație de 6,618 de locuitori.